# Arrest Etienne Debouche
Het arrest Etienne Debouche is een prejudiciële beslissing van het Europees Hof van Justitie van 26 september 1996 (zaak C-302/93), inzake een btw-vrijstelling in België en een verzoek tot btw-teruggaaf in Nederland, getoetst aan twee btw-richtlijnen.

## Btw-richtlijnen
Zesde richtlijn (77/388/EEG) van de Raad van 17 mei 1977 betreffende de harmonisatie van de wetgevingen der Lid-Staten inzake omzetbelasting – Gemeenschappelijk stelsel van belasting over de toegevoegde waarde: uniforme grondslag.

Deze richtlijn geeft de lidstaat een keuze inzake vrijstelling van omzetbelasting voor de diensten van een advocaat(artikel 28, lid 3, sub b, juncto bijlage F). In België geldt een btw-vrijstelling voor de diensten van advocaten, in Nederland niet.

Achtste richtlijn (79/1072/EEG) van de Raad van 6 december 1979 betreffende de harmonisatie van de wetgevingen der Lid-Staten inzake omzetbelasting – Regeling voor de teruggaaf van de belasting over de toegevoegde waarde aan niet in het binnenland gevestigde belastingplichtigen.

Artikel 2 regelt de teruggaaf van btw die is betaald door een belastingplichtige die in een andere lidstaat is gevestigd. Artikel 3, sub b, stelt als voorwaarde voor teruggaaf, dat de belastingplichtige in de lidstaat van vestiging onderworpen is aan de belasting over de toegevoegde waarde, en dat hij daarvan een verklaring kan overleggen, afgegeven door de lidstaat van vestiging.

## Casus en procesverloop
4. Debouche, een in België gevestigd advocaat, huurde bij een in Nederland gevestigde leasemaatschappij een auto, die hij enkel in België ten behoeve van zijn beroepswerkzaamheden gebruikte.
5. Hij diende bij de Nederlandse belastingdienst een verzoek in om teruggaaf van de BTW die hem over het tijdvak van 1 januari tot en met 31 oktober 1990 over de huur van het voertuig in rekening was gebracht.
6. Dat verzoek ging vergezeld van de originele facturen en van een door de Belgische autoriteiten afgegeven verklaring waarin stond te lezen, dat Debouche "niet onderworpen is aan de BTW in België omdat hij diensten verricht die vrijgesteld zijn bij toepassing van artikel 28, lid 3, sub b, en bijlage F van de Zesde richtlijn (...)".

Het verzoek om teruggaaf was gebaseerd op artikel 2 van de Achtste btw-richtlijn, maar de verklaring van artikel 3, sub b, ontbrak.
De bevoegde belastinginspecteur heeft dit verzoek (en een bezwaarschrift) afgewezen. Hiertegen heeft Debouche beroep ingesteld bij het gerechtshof te 's-Gravenhage. Deze rechter heeft het Hof van Justitie verzocht om een prejudiciële beslissing.

## Rechtsvraag
Heeft een in België gevestigd advocaat recht op teruggaaf van in Nederland betaalde btw? (Neen.)

Hoe moeten de [betreffende] bepalingen van de Zesde en van de Achtste [btw-] richtlijn in hun onderlinge samenhang worden uitgelegd teneinde het hierboven nader aangeduide verzoek om teruggaaf van omzetbelasting te kunnen beoordelen?

## Uitspraak Hof
Artikel 3, sub b, van de Achtste richtlijn (...), moet aldus worden uitgelegd,

dat een advocaat die in de Lid-Staat waar hij gevestigd is, krachtens artikel 28, lid 3, sub b, en bijlage F van de Zesde richtlijn (...), BTW-vrijstelling geniet, uit dien hoofde niet gerechtigd is de bevoegde dienst van die Lid-Staat om afgifte van de in genoemd artikel 3, sub b, bedoelde verklaring te verzoeken, en dus geen recht heeft op teruggaaf van de BTW die is geheven ter zake van diensten die hem zijn verleend in een Lid-Staat waar hij niet gevestigd is en waar diensten verricht door advocaten niet zijn vrijgesteld.

## Conclusie
- In België zijn de diensten van een advocaat vrijgesteld van btw. In Nederland is dat niet het geval.
- Als de diensten van een advocaat in de lidstaat van vestiging (België) zijn vrijgesteld van btw-heffing, dan heeft die ondernemer geen recht op vooraftrek van betaalde btw in eigen land, en geen recht op teruggaaf van betaalde btw in een andere lidstaat (Nederland). Dat is in overeenstemming met de systematiek van de btw-heffing volgens de Zesde richtlijn.